# Lipovanen

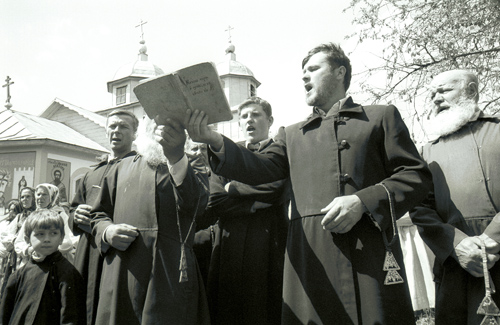
Lipovanen tijdens een ceremonie voor hun kerk in het Roemeense dorpje Slava Cercheză in 2004 (foto door Mihail Evstafiev.)

Lipovanen of Lippovanen (Roemeens: lipoveni, Oekraïens: липовани; lipovani Russisch: липоване; lipovane, Bulgaars: липованци; lipovantsi), historisch in het Russisch ook als старообрядцы, раскольники, staroobrijadtsij, raskolniki, "Scheurmakers" aangeduid, zijn oudgelovigen van Russische oorsprong die zich vestigden in Roemeens-Moldavië, in de Dobroedzja en Oost-Muntenië. Het aantal Lipovanen is rond de 100.000 personen.

## Etymologie
De naam is afgeleid van die van de monnik Filipp Poestosvjat (1672–1742), wiens volgelingen filippovcy of (fi)lippovane genoemd werden.

## Aantal
Volgens de Roemeense volkstelling van 2002 zijn er in totaal 35.791 Lipovanen in Roemenië, waarvan 21.623 in de Dobroezdja. De Roemeense volkstelling van 2011 vertoonde echter een daling in het aantal Lipovanen: er werden toen 23.847 Lipovanen geregistreerd, waarvan 10.342 in het District Tulcea. Enkele gemeenten waar Lipovanen wonen zijn: Mila 23 (Мила 23), Jurilovca (Журиловка), Slava Cercheză (Черкезская Слава), Slava Rusă (Русская Слава) en Carcaliu (Russisch: Kamena of Komenka) in District Tulcea en Ghindărești (Russisch: Новенькое/Novenkoje) in District Constanța. Daarnaast vormen ze een kleine minderheid in Sarichioi, Crișan en Mahmudia. In Boekarest wonen slechts 913 Lipovanen.
In Oekraïne wonen naar schatting tienduizenden Lipovanen, maar het exacte aantal is onbekend. De Lipovanen wonen vooral in de buurt van de Donaudelta in Oblast Odessa, langs de grens met Roemenië. De belangrijkste nederzetting is de stad Vylkove. Verder wonen er grote aantallen in Kilija (Russisch: Килия), Izmajil (Russisch: Измаил) en Novaja Nekrasovka.
Ook in Zuidelijke Dobroedzja, wat nu noordoost-Bulgarije is, wonen kleine aantallen Lipovanen. Zij vestigden zich in de zestiende eeuw in twee dorpen: Tataritsa in Oblast Silistra en Kazasjko in Oblast Varna.

## Bekende personen
- Ivan Patzaichin (1949-2021), kanovaarder[4]